# Ilocos Norte
Ilocos Norte is een provincie van de Filipijnen. Het maakt deel uit van Ilocos Region (region I) en ligt in het uiterste noordwesten van Luzon. De hoofdstad van de provincie is Laoag. Bij de census van 2015 telde de provincie ruim 593 duizend inwoners.

## Geschiedenis
In 1572 werd de provincie Ilocos gesticht door een Spaanse expeditie onder leiding van Juan de Salcedo. Deze provincie bevatte toen nog huidige provincies Ilocos Norte, Ilocos Sur, Abra, La Union en delen van Mountain Province.
In Ilocos Norte is een aantal keer een opstand uitgebroken tegen de Spaanse overheersing. De eerste was in 1587, de tweede in 1661. Weer later in 1807 volgde een derde opstand.
Op 2 februari 1818 werd Ilocos verdeeld in Ilocos Norte en Ilocos Sur. Kort daarop werden de provincie Abra en La Union onafhankelijk.

## Mensen en cultuur

### Bevolkingsgroepen
Het grootste deel van de bevolking is Ilocano. Daarnaast zijn er kleine gemeenschappen Isnegs en Tinguians.

### Talen
De meest gesproken taal in Ilcocos Norte is Ilocano. Daarnaast wordt ook Engels en Tagalog gesproken.

### Religie
Hoewel in andere delen van Luzon en de Visayas het percentage Katholieken meestal zo rond 80 of 90% ligt, is dit in Ilocos Norte niet het geval. De Aglipayan Church, en Iglesia ni Cristo zijn hier ook sterk vertegenwoordigd. Daarnaast vindt men in Ilocos Norte veel protestanten en animisten en niet-gelovigen.

## Geografie

### Topografie en landschap
Ilocos Norte ligt in het uiterste noordwesten van Luzon. De provincie is vlak aan de kust en bergachtig landinwaarts. Bergketens scheiden de provincie van de omliggende provincies. Ten zuiden van Ilocos Norte ligt de provincie Ilocos Sur, in het zuidoosten ligt Abra, in het oosten ligt Apayao en in het noordoosten grenst Ilocos Norte aan Cagayan. Ilocos Norte heeft een oppervlakte van 3399,2 km² en is daarmee ongeveer zo groot als de provincie Overijssel.
Door de provincie loopt de rivier Laoag.

### Bestuurlijke indeling
Ilocos Norte is onderverdeeld in 2 steden en 21 gemeenten.

#### Steden
- Laoag
- Batac

#### Gemeenten
| - Adams - Bacarra - Badoc - Bangui - Banna - Burgos - Carasi - Currimao - Dingras - Dumalneg - Marcos | - Nueva Era - Pagudpud - Paoay - Pasuquin - Piddig - Pinili - San Nicolas - Sarrat - Solsona - Vintar |

Deze steden en gemeenten zijn onderverdeeld in 557 barangays.

### Klimaat

#### Neerslag en luchtvochtigheid
De neerslag in de provincie Ilcos Norte wordt gekenschetst door twee duidelijke te onderscheiden seizoenen. Het natte seizoen loopt normaal gesproken van april tot november en het droge seizoen van november tot april. Dit neerslagtype wordt in de Filipijnen wel neerslagtype I genoemd. Zoals ook uit de tabel hieronder blijkt zijn de natste maanden in de San Nicolas normaal gesproken de maanden mei tot en met oktober.
| San Nicolas                       | jan | feb | mar | apr | mei | jun | jul | aug | sep | okt | nov | dec | jaar |
| --------------------------------- | --- | --- | --- | --- | --- | --- | --- | --- | --- | --- | --- | --- | ---- |
| Gemiddelde neerslag (cm)          | 0   | 0   | 0   | 1   | 16  | 29  | 38  | 50  | 34  | 14  | 4   | 1   | 193  |
| Hoogst gemeten gem. neerslag (cm) | 14  | 4   | 5   | 12  | 85  | 71  | 92  | 98  | 93  | 81  | 23  | 11  | 342  |
| Laagst gemeten gem. neerslag (cm) | 0   | 0   | 0   | 0   | 0   | 5   | 2   | 1   | 0   | 0   | 0   | 0   | 73   |
| Gem. luchtvochtigheid ochtend (%) | 89  | 88  | 90  | 90  | 91  | 94  | 95  | 95  | 96  | 93  | 89  | 88  | 92   |
| Gem. luchtvochtigheid avond (%)   | 66  | 66  | 67  | 68  | 71  | 77  | 79  | 83  | 80  | 75  | 72  | 69  | 73   |
| bron: Weatherbase                 |     |     |     |     |     |     |     |     |     |     |     |     |      |

#### Temperatuur
De temperatuur in laaggelegen gedeelten van Ilocos Norte is net als in de rest van de laaggelegen gedeelten van de Filipijnen gemiddeld hoog. Het verschil tussen de gemiddelde maximumtemperatuur en de gemiddelde minimumtemperatuur is door de noordelijke ligging van de provincie wel iets groter. In de onderstaande tabel is te zien dat de gemiddelde temperatuur in de San Nicolas over het jaar heen gemiddeld 29°C is met een gemiddelde maximumtemperatuur van 31°C en een gemiddelde minimumtemperatuur van 23°C.
| San Nicolas               | jan | feb | mar | apr | mei | jun | jul | aug | sep | okt | nov | dec | jaar |
| ------------------------- | --- | --- | --- | --- | --- | --- | --- | --- | --- | --- | --- | --- | ---- |
| Gemiddelde temp. (°C)     | 25  | 26  | 27  | 29  | 29  | 29  | 28  | 27  | 28  | 28  | 27  | 26  | 27   |
| Gem. maximumtemp. (°C)    | 30  | 30  | 31  | 33  | 33  | 32  | 31  | 31  | 31  | 31  | 31  | 30  | 31   |
| Gem. minimumtemp. (°C)    | 21  | 21  | 22  | 25  | 25  | 25  | 25  | 25  | 24  | 24  | 23  | 21  | 23   |
| Hoogst gemeten temp. (°C) | 39  | 38  | 38  | 42  | 41  | 38  | 38  | 37  | 48  | 42  | 42  | 40  | 42   |
| Laagst gemeten temp. (°C) | 13  | 15  | 16  | 17  | 21  | 20  | 22  | 22  | 20  | 18  | 16  | 11  | 11   |
| bron: Weatherbase         |     |     |     |     |     |     |     |     |     |     |     |     |      |

## Demografie
Ilocos Norte had bij de census van 2015 een inwoneraantal van 593.081 mensen. Dit waren 25.064 mensen (4,4%) meer dan bij de vorige census van 2010. Ten opzichte van de census van 2000 was het aantal inwoners gegroeid met 78.840 mensen (15,3%). De gemiddelde jaarlijkse groei in die periode kwam daarmee uit op 0,83%, hetgeen lager was dan het landelijk jaarlijks gemiddelde over deze periode (1,72%).

De bevolkingsdichtheid van Ilocos Norte was ten tijde van de laatste census, met 593.081 inwoners op 3467,89 km², 171 mensen per km².

## Bestuur en politiek

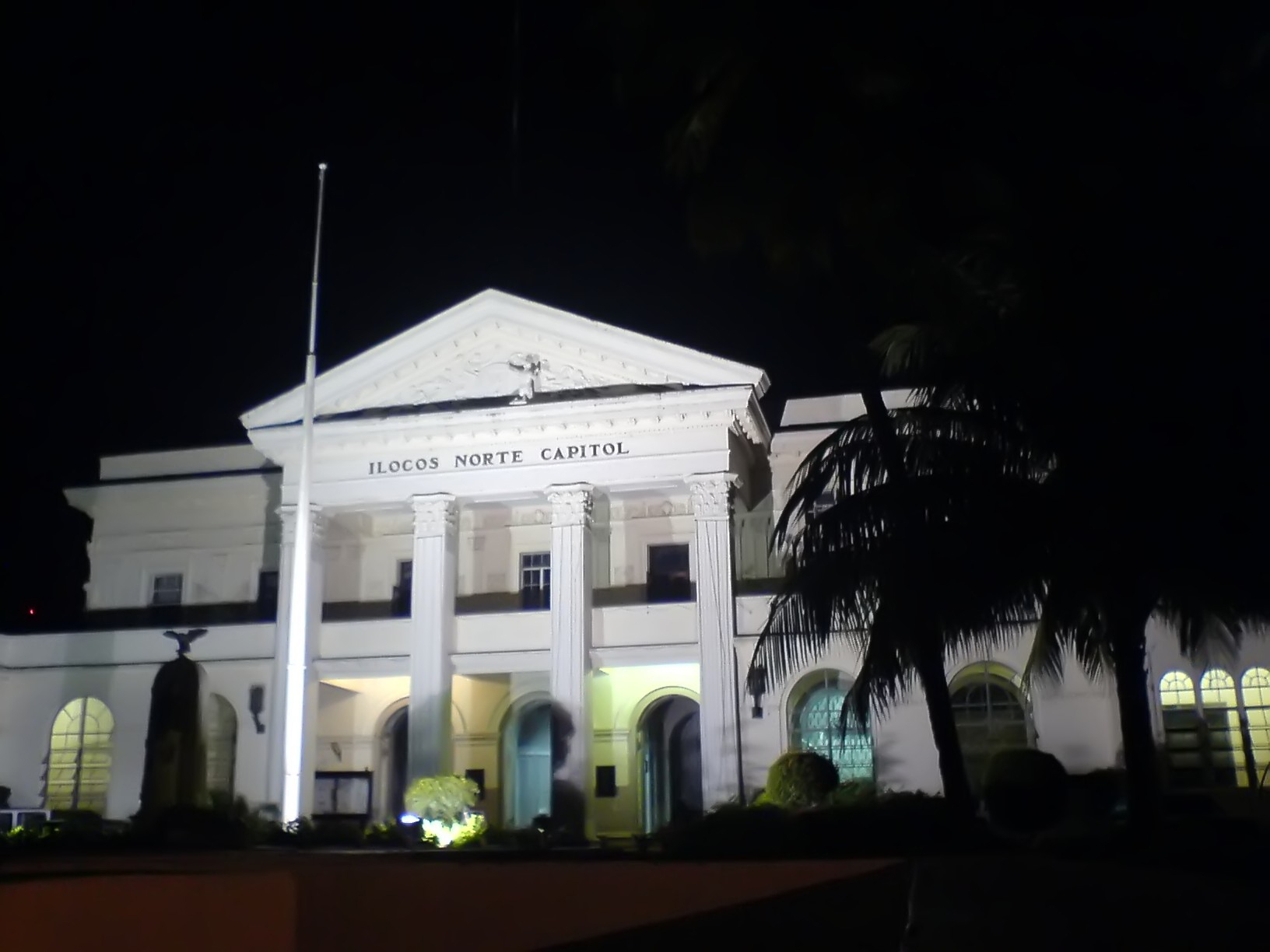
Het provinciehuis van Ilocos Norte bij nacht

Zoals alle provincies in de Filipijnen is de belangrijkste bestuurder van Ilocos Norte een gouverneur. De gouverneur wordt elke drie jaar gekozen en is het hoofd van het provinciale bestuur en de uitvoerende organen. De huidige gouverneur van de provincie, Imee Marcos is tijdens de verkiezingen van 2013 herkozen voor een tweede opeenvolgende termijn van drie jaar. De vicegouverneur, momenteel Eugenio Angelo Barba, is voorzitter van de provinciale raad. Deze provinciale raad is samengesteld uit de afgevaardigden van de diverse provinciale districten en enkele andere afgevaardigden uit de provincie.
Lijst van gouverneurs van Ilocos Norte sinds 1971
- 1971 - 1983 Elizabeth Marcos-Keon
- 1983 - 1986 Ferdinand Marcos jr.
- 1986 - 1986 Roque Ablan jr.
- 1986 - 1988 ?
- 1988 - 1998 Rodolfo Fariñas
- 1998 - 2007 Ferdinand Marcos jr.
- 2007 - 2010 Michael Marcos Keon
- 2010 - 2016 Imee Marcos
- 2019 - 2022 Matthew Manotoc

## Economie
De belangrijkste inkomstenbron in de provincie is de landbouw. De belangrijkste producten zijn rijst, graan, knoflook, uien, suikerriet en katoen. Ook tabak wordt veel geproduceerd.
Daarnaast staat de provincie bekend om haar kleinschalige industrieën, zoals pottenbakkers, weverijen, houtsnijders, en meubelmakers.
Uit cijfers van het National Statistical Coordination Board (NSCB) uit het jaar 2003 blijkt dat 24,6% (12.893 mensen) onder de armoedegrens leefde. In het jaar 2000 was dit 22,8%. Ilocos Norte was daarmee iets minder arm dan het landelijk gemiddelde van 28,7% en stond 65e op de lijst van provincies met de meeste mensen onder de armoedegrens. Van alle 79 provincies, ten tijde van het onderzoek, stond Ilocos Norte 66e op de lijst van provincies met de ergste armoede.

## Geboren in Ilocos Norte
- Gregorio Aglipay (Batac, 8 mei 1860), oprichter van de Philippine Independent Church;
- Simeon Valdez (Batac, 18 februari 1915), topfunctionaris en afgevaardigde (overleden 2010);
- Juan Luna (Badoc, 21 oktober 1857), schilder;
- Santiago Fonacier (Laoag, 21 mei 1885), geestelijke, politicus en journalist (overleden 1977);
- Fidel Segundo (Laoag, 24 april 1894), generaal en oorlogsheld (overleden 1944);
- Thomas Fonacier (Laoag, 25 december 1898), historicus en onderwijsbestuurder (overleden 1981);
- Avelina Gil (Laoag, 12 mei 1917), schrijfster;
- Ferdinand Marcos (Sarrat, 11 september 1917), voormalig president van het land (overleden 1989).
- Orlando Quevedo (Laoag, 11 maart 1939) rooms-katholiek kardinaal en aartsbisschop.